# Georg von Tschudi

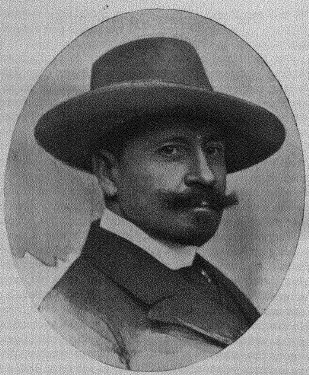
Georg von Tschudi (um 1910)

Georg Julius Friedrich von Tschudi (* 29. Januar 1862 in Wiesbaden; † 7. Oktober 1928 in Berlin) war ein deutscher Flugpionier und Offizier, der sich um den Aufbau der Luftfahrt in Deutschland verdient gemacht hat.

## Biografie

### Herkunft
Seine Eltern waren der Oberst Georg Sigismund Louis von Tschudi (* 17. Oktober 1819; † 27. November 1883) und dessen Ehefrau Julie Sophie Viktorine geb. Weltner (* 29. April 1824; † 26. Januar 1891). Er war der jüngste von zehn Geschwistern, darunter vier Schwestern und fünf Brüder.

### Schule und Ausbildung
Am Realgymnasium in Wiesbaden legte Georg von Tschudi zu Ostern 1881 das Abitur ab, im September desselben Jahres trat er als Fahnenjunker in das kurhessische Füsilierregiment Nr. 80 in Wiesbaden ein.

### Militärische Karriere
Nach seiner Ernennung zum Premierleutnant wurde er im Mai 1884 nach Berlin zum Eisenbahn-Bataillon abkommandiert. Dort diente er mit Hermann Moedebeck und Hugo vom Hagen in der Versuchsstation für Fesselballone auf dem Tempelhofer Feld.
Zur selben Zeit wurde Tschudi Mitglied des Deutschen Vereins zur Förderung der Luftschifffahrt. Gemeinsam mit Paul Jeserich erstellte er 1884 die vermutlich ersten Luftaufnahmen Deutschlands.
Durch Allerhöchste Kabinettsorder (AKO) wurde im April 1886 aus der Versuchsabteilung eine Luftschifferkompanie gebildet.
Ein Jahr später führte der inzwischen zum Hauptmann beförderte Tschudi die 3. Kompanie im 1. Bataillon des Eisenbahnregiments, im Frühjahr 1888 vertrat er Major Schill als Kommandeur der Luftschifferabteilung beim Eisenbahnregiment in Berlin-Schöneberg. Zwischen August 1888 und September 1891 war er Ausbilder an der Unteroffizierschule Biebrich, im Oktober 1891 begann er sein Studium an der Preußischen Kriegsakademie, das er im Juli 1894 mit dem Examen abschloss.
Bereits während seiner Dienstzeit in Biebrich lernte Hauptmann von Tschudi die rund zehn Jahre jüngere Meta Charlotte Friederike Oehmigke (1872–1939) kennen, am 5. November 1894 heiratete das Paar auf dem Standesamt Berlin Schöneberg und bekam die Kinder Irmgard (1895–1972) und Julius (1897–1957).
Anschließend nahm Hauptmann Georg von Tschudi an einem einjährigen Akademiekurs auf der neu gegründeten Luftschiff-Lehranstalt in Berlin-Schöneberg teil, wurde dann zur Luftschifferabteilung auf dem Tempelhofer Feld abkommandiert und diente ab April 1897 als Kompaniechef im 1. Luftschiffer-Bataillon Berlin-Tegel. Der Kommandeur des Luftschiffer-Bataillons Hauptmann Hans Bartsch von Sigsfeld verunglückte am 1. Februar 1902 bei Antwerpen tödlich. Tschudi wurde zu seinem Nachfolger bestimmt, das beinhaltete auch die Leitung der im September 1897 aufgestellten Funktelegraf-Versuchsabteilung.
Von April bis Dezember 1904 war Tschudi Vorsitzender des Preisgerichts für Luftfahrt auf der Weltausstellung in St. Louis. Im März 1905 übergab er das Luftschiffer-Bataillon an Major von Besser und wurde Kommandeur der Funktelegrafen-Abteilung im neu aufgestellten Telegrafen-Bataillon in Berlin-Treptow. Da er seine Forderungen auf Modernisierung und beweglichere Ausstattung der Funkstationen nicht durchsetzen konnte, nahm er im Dezember 1906 seinen Abschied vom aktiven Dienst.

### Marokko
Am 1. März 1907 wurde die Ehe zwischen Meta und Georg von Tschudi vor dem Königlichen Berliner Landgericht geschieden. Auf Empfehlung des Kaisers begleitete Major a. D. Georg von Tschudi den kaiserlichen Gesandten Friedrich Rosen Mitte 1907 nach Marokko. Dort trat er als Instrukteur und Chefingenieur in die Dienste des Sultans Abd al-Aziz. Nach dem Sturz des Sultans kehrte er im Herbst 1908 wieder nach Deutschland zurück.

### Zivile Luftfahrt bis 1914
Ende des Jahres 1908 wurde er Mitglied der Sportkommission des Deutschen Luftschifferverbandes und Sprecher der Fédération Aéronautique Internationale (FAI). In Frankfurt am Main übernahm Tschudi 1909 die Geschäftsführung und technische Leitung der ersten deutschen Internationalen Luftfahrtausstellung. Zeitgleich war er an den Vorbereitungen des ersten zivilen deutschen Flugplatzes Johannisthal bei Berlin beteiligt, der im September 1909 eröffnete und dessen Leitung er im Januar 1910 offiziell übernahm.
Tschudi besichtigte im Frühjahr 1912 ein Turnierfeld in Görries bei Schwerin und befand das ausgewählte Gelände zur Anlage eines Flugplatzes hervorragend geeignet. Daraufhin wurde im November 1912 die Mecklenburgische Flugplatz-Gesellschaft Görries-Schwerin mbH gegründet, die unverzüglich mit dem Bau des Flugplatzes Schwerin-Görries begann.
Zur Vorbereitung des Ostseefluges Warnemünde, der vom 1.–10. August 1914 stattfinden sollte, besuchte Tschudi auf Einladung von Hauptmann Alfred Hildebrandt im Oktober 1912 Rostock und besichtigte östlich von Warnemünde zwischen Ostsee und Breitling einen Geländeabschnitt, der für den Ausbau zum Flugplatz vorgesehen war. Nach dem positiven Urteil von Tschudi wurde mit Unterstützung des Rostocker Rates und dem Reichsmarineamt (RMA) auf Hohe Düne der Wasserflugplatz Warnemünde angelegt.

### Erster Weltkrieg
Zu Beginn des Ersten Weltkriegs war Major Georg von Tschudi als Mobilmachungskommissar zur Überwachung von Flugzeugfabriken im Westen abkommandiert, später als Kommandant des Flugzeug-Depots Antwerpen eingesetzt. Ab März 1915 kommandierte er die Fliegerersatz-Abteilung 7 in Köln.
Nach der Verlegung der FEA7 nach Braunschweig im März 1917 wurde der inzwischen 55-jährige Major vom Militärdienst freigestellt und übernahm die Geschäftsführung des Kaiserlichen Aero Clubs.

### Zivile Luftfahrt 1918 bis 1928
Georg von Tschudi starb am 7. Oktober 1928, am Tage der Eröffnung der Internationalen Luftfahrt-Ausstellung in Berlin, deren Hauptförderer er war. Kurz zuvor war ein Buch mit seinen persönlichen Erinnerungen erschienen.

## Publikationen (Auswahl)
- Der Unterricht des Luftschiffers. Maßgebliches Handbuch für das Luftschiffer-Bataillon, Verlag R. Eisenschmidt, Berlin 1899
- Instruktion für den Ballonführer. Auf Veranlassung des Berliner Vereins für Luftschiffahrt, Verlag Victor Silberer, Bern 1901
- Aus 34 Jahren Luftfahrt. Persönliche Erinnerungen, Verlag Reimar Hobbing, Berlin 1928, Online